# Andrés Ulises Castillo Villareal
Andrés Ulises Castillo Villarreal (n. 1980, en Chihuahua, Chihuahua) es un asesino serial mexicano activo en la ciudad de Chihuahua. Violó y asesinó al menos a tres hombres y violó a un adolescente entre 2009 y 2015.  Habiendo confesado al menos 12 asesinatos. Mediáticamente fue bautizado como "el Descuartizador de Chihuahua" o "el Descuartizador de Desarrollo Urbano". Puede ser clasificado como un asesino organizado, sedentario y hedonista motivado por compulsión sexual. Fue sentenciado a 120 años de prisión en 2017.

## Modus operandi
Castillo quien era un narcomenudista atraía a sus víctimas, hombres jóvenes consumidores de metafetaminas, con la promesa de regalarles droga, los conducía a sitios apartados en la periferia de la ciudad o a su propia casa. Ahí los drogaba con metanfetaminas, les golpeaba la cabeza con objetos contudentes para incapacitarlos y poder violarlos, después les golpeaba la cabeza hasta matarlos. Desmembraba los cuerpos siempre con una misma segueta. Transportaba los restos en una carretilla para abandonarlos en lugares baldíos, donde los ocultaba parcialmente, o en algunas ocasiones llegando a enterrarlos. Se sabe que al menos a una de sus víctimas la enterró debajo del piso de su casa. Solía dejar encima de los cuerpos mutilados juguetes a manera de "firma".

## Víctimas confirmadas

### Asesinato de Lorenzo Ernesto Olivas Barrios.
La primera víctima identificada de Andrés Ulises Castillo fue Lorenzo Ernesto Olivas Barrios, era un hombre de 22 años, originario de Delicias, Chihuahua, quien se había mudado meses previos a su muerte a la ciudad de Chihuahua para trabajar en un empresa de alimentos. Vivía con unos familiares en la colonia Vista Hermosa, desapareció el 13 de noviembre de 2015, la noche de ese día le dijo a un familiar que saldría a comprar "algo de cena", pero no volvió. Tres días después, el 16 de noviembre, sus familiares denunciaron su desaparición; no tendrían noticias de él hasta el 17 de noviembre de 2015 cuando la aparición de los restos desmembrados de un hombre fue reportado por vecinos de la Col. Desarrollo Urbano.
Los brazos y piernas fueron hallados dentro de una casa abandonada sobre las calles Novena y San Abel. Dos días después se encontró el torso y la cabeza a una calle de la casa, sobre las calles Once y Álamos, estaban parcialmente escondidos dentro de una llanta de camión en el fondo de un arroyo seco, arriba de los restos se encontró la mitad delantera de un triciclo para niños. Pruebas de ADN confirmarían la identidad de la víctima. De acuerdo a pesquisas posteriores se determinó que la noche del 13 de noviembre de 2015, Lorenzo Olivas habría acudido a un bar llamado "California" en las avenidas Nueva España y Francisco R. Almada, en la Col. Tres de Mayo, fue ahí donde se encontró con Castillo. Lo acompañó hasta su domicilio en la calle Novena en la misma colonia de Desarrollo Urbano, donde después de consumir metanfetaminas, Andrés lo agredió, violó y asesinó golpeándole la cabeza con un martillo hasta destrozarle el cráneo. Descuartizó su cuerpo en el baño y se sabría después coercionó con amenazas de muerte a un adolescente conocido para que lo ayudara a transportar los restos, ambos regresaron a su domicilio de la calle Novena, donde limpiaron y pintaron las paredes manchadas con sangre. Después también violó al joven.

### Asesinato de Daniel Alfonso Rodríguez Morales.
El 13 de diciembre de 2015, fueron encontrados más restos desmembrados de otro hombre, exactamente en el mismo arroyo, muy cerca de donde se encontraron los primeros. Al cuerpo solo se le habían cortado las piernas a la altura de las rodillas que se encontraron envueltas en una cobija, el resto del cuerpo se encontraba también dentro de una llanta de camión parcialmente ocultos, tenía el cráneo destrozado a golpes pero además presentaba dos heridas por arma de fuego calibre .22, cerca del cuerpo se encontró la mitad trasera del mismo triciclo infantil que se había dejado en el primer caso.  Todas las similitudes entre ambos hallazgos, el de los restos de Lorenzo Olivas y este nuevo hallazgo, hicieron evidente para policía de que habían sido asesinados por una misma persona. La víctima fue identificado como Daniel Alfonso Rodríguez Morales apodado como "El Troya", de 22 años, que vivía en la misma colonia de Desarrollo Urbano, se le había visto con vida por última vez el mismo día del hallazgo de sus restos. Dos años antes, la víctima había sido detenido intentado forzar la  entrada a un automóvil.
De acuerdo a la reconstrucción de los hechos posterior al asesinato de Lorenzo Olivas, el asesino se mudó con engaños a la casa de un amigo localizada en la calle Álamos en la colonia Desarrollo Urbano, seguía acosando al adolescente que obligó a ayudarle y de hecho hizo que se mudara junto con él. El 13 de diciembre invitó a la casa de su amigo a su nueva víctima, lo drogó y enfrente de su hospedador y del adolescente lo golpeó en la cabeza con un roca hasta matarlo. Obligó a los dos testigos bajó amenaza de muerte a ayudarlo a deshacerse del cuerpo.

### Asesinato de Fernando Valles Gandarilla.
La última víctima confirmada fue Fernando Valles, él desapareció el mismo día que Daniel Rodríguez fue asesinado y su cuerpo mutilado encontrado, Fernando era hermano de un "amigo" de Andrés Castillo, Jesús Valles Gandarilla, era el principal cuidador de este último quien había perdido ambas piernas en un accidente. Jesús declararía que sabía que su hermano había visitado a Andrés antes de desaparecer, pero éste le dijo que su hermano se había marchado de su casa y no sabía dónde estaba, Jesús Valles le creyó, pensó que su hermano simplemente lo había "abandonado". La verdad fue que Andrés lo drogó, violó y mató a golpes en la misma casa donde había matado a Daniel Rodríguez. El cuerpo de Fernando Valles fue encontrado el 18 de diciembre de 2015 debajo del piso de la habitación de Andrés, había hecho una fosa donde colocó el cuerpo y que cubrió con rocas y cemento, tenía el cráneo y el rostro destrozados.

## Víctimas posibles
Tras su detención Andrés Castillo confesó 12 asesinatos, pero de acuerdo a la fiscalía del estado de Chihuahua, Castillo podría estar involucrado en alrededor de 20 asesinatos. Algunas de las víctimas atribuibles a este asesino son: 
- José Urías Hernández: asesinado a golpes, su cuerpo fue encontrado al lado de una bodega en la Calle Industrial Sur #1, del Complejo Industrial Robinson.[13][20][21]
- Miguel Ángel Castillo Quintana: hombre de 21 años, asesinado el 7 de agosto de 2015, su asesinó lo golpeó en la cabeza hasta matarlo, fue hallado el mismo día de su muerte en el predio de almacén de ferro-construcción sobre la Av. Nueva España de la Col. Tres de Mayo. Estaba boca abajo, desnudo de la cintura para abajo.[13][20][22]
- Gabriel García Hernández: su cuerpo desmembrado fue hallado el 3 de agosto de 2015, asesinado a golpes.[13][20]
- Guillermo Juárez Portillo: su cuerpo mutilado fue hallado en el Complejo Industrial Robinson, el 8 de mayo de 2015, asesinado a golpes.[13][20]
- "Juan Pérez": el cuerpo descuartizado de un hombre no identificado fue hallado debajo de un puente sobre la Av. Pacheco, el 29 de noviembre de 2014.[13][20]
- "Juan Pérez": el cuerpo descuartizado de un hombre no identificado fue hallado sobre las vías del tren en la interjección con la Av. Pacheco, el 2 de agosto de 2014.[13][20]
- Gustavo Adrián Saldaña Hernández: su cuerpo descuartizado fue encontrado en la calle César Sandino y Francisco Villa de la colonia 2 de Octubre, el 3 de abril del 2012.[13][20]
- José Manuel Chavira Olivas: su cuerpo descuartizado fue encontrado en el Periférico R. Almada y calle Neandertal, el 2 de octubre del 2009.[13][20]

## Perfil psiquiátrico

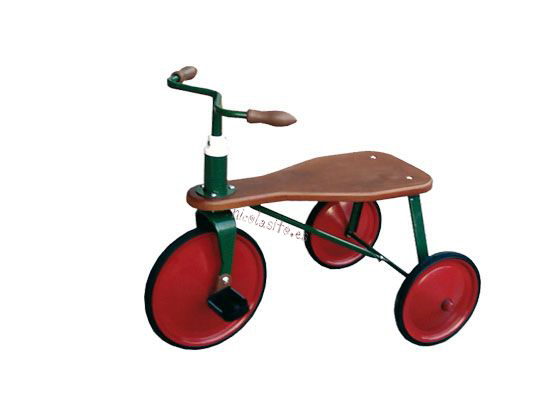
Imagen de un triciclo de juguete, Andrés Castillo dejó junto a los cuerpos de su penúltima y antepenúltima víctimas la mitad de un triciclo de juguete.

Andrés Castillo fue caracterizado por los perfiladores como un psicópata y sádico clásico. Se sabría que Castillo Villarreal fue víctima de abusos sexuales graves repetidos durante su infancia, en opinión del criminólogo Nicolás González el que todas sus víctimas hayan sido hombres y la forma en que cometió los asesinatos son una muestra de la "carga emocional" que los abusos representaban para él. Según hipótesis de los perfiladores criminales Andrés Castillo Villarreal habría estando reviviendo los abusos sexuales vividos en su niñez con cambio de roles, en donde él ya no era la víctima indefensa sino que era el victimario con el poder absoluto.
Dentro del modus operandi del "Descuartizador de Chihuahua" destaca sus conductas obsesivas como el hecho de que usó una misma segueta en cada uno de los homicidios y sobre todo el comportamiento ritualista de dejar juguetes al lado de los cuerpos, según una hipótesis de los especialistas de la fiscalía estos juguetes representaban "los regalos que el pudo haber recibido de niño", aparentemente él se proyectaba a sí mismo como fue de niño en sus víctimas, los juguetes culturalmente son una "ofrenda" común para un niño muerto.

## Detención y condena
Andrés Castillo fue detenido el 6 de enero de 2016 en la colonia Vista Cerro Grande, se encontraba en posesión de varias dosis de metanfetaminas. Destaca el hecho de que en los últimos de sus crímenes habría sido muy descuidado contrastando con los asesinatos previos en donde se condujo de una manera metódica de tal forma que no había dejado ninguna evidencia, se cree esto se debió simplemente a que él creía que nunca iba a ser capturado. El 5 de diciembre de 2017, fue condenado a 120 años de prisión.